# وانيندو هاسارانغا
وانيندو هاسارانغا (مواليد 29 يوليو 1997) هو لاعب كريكت سريلانكي يلعب حالياً في نادي رويال تشالنجرز بنغالور.